# Aldo Borgonzoni
Aldo Borgonzoni (Medicina, 12 giugno 1913 – Bologna, 17 febbraio 2004) è stato un pittore italiano, tra i più significativi dell'arte iconica italiana.
(Arturo Carlo Quintavalle, maggio 2007)

## Biografia
Nacque a Medicina il 12 giugno 1913 da Annibale e Lucia Sasdelli. Vi rimase fino ai 17 anni e nel 1930 si trasferì a Bologna dove frequentò la bottega orafa di Andrea Stefani e poi l'Istituto Industrie Artistiche. Nel 1933 partecipa, per la prima volta, a una Mostra pittorica a Palazzo Strozzi di Firenze, per poi recarsi a Monaco e Norimberga in viaggi di studio. In questo periodo fa amicizia con giovani artisti, come lui destinati a crescere di fama: Guido Bugli, Norma Mascellani, Carlo Cuppini.
La vita e l'arte di Aldo Borgonzoni si distinguono per il coerente impegno politico, civile e sociale nei confronti della libertà e di qualsiasi sopruso che potesse ledere la dignità dell'uomo, in particolare dei più umili e deboli. Antifascista, in contatto con Orlando Argentesi e Giovanni Bottonelli aderì alla lotta di liberazione. Nel periodo della Resistenza contribuì alla salvezza di Virgilio Guidi. Prese la tessera del Partito Comunista Italiano, per poi allontanarsene nel tempo.
Nel settembre 1986 la sua città natale, Medicina, gli dedica una ricca mostra antologica con alcuni dei dipinti più significativi dell'artista e comprendente le cento opere su carta in tecniche miste, che Borgonzoni aveva donato alla comunità d'origine.
A questa prima donazione, nel 1991 ne seguirà una seconda di ulteriori 56 opere, tra dipinti e sculture, di cui fanno parte anche creazioni di altri grandi artisti: Mario Schifano, Renzo Grazzini, Domenico Rambelli, Enzo Bioli. Alcuni interpreti sono personalità artistiche emergenti, tra cui Maurizio Osti, Adriano Avanzolini e Paola Fabbri.

### Gli esordi: anni trenta e quaranta
Borgonzoni si diplomò alla Scuola d'Arte di Bologna nel 1936 e, a fine decennio, intraprese forme di espressionismo consonanti con la Scuola romana di Corrente. Nel 1942 partecipò al Premio Bergamo, assieme a Renato Guttuso, Bruno Cassinari, Ennio Morlotti, Giuseppe Santomaso e Armando Pizzinato. Durante gli anni della Seconda guerra mondiale, l'artista, attivo nella Resistenza, dipinse un ciclo di opere sugli orrori della guerra e strinse amicizia con il pittore Virgilio Guidi e lo scultore Accademico d'Italia Domenico Rambelli.
Nel 1945, fondò a Bologna il Gruppo di Cronache assieme a Pompilio Mandelli, Carlo Corsi, Luciano Minguzzi e Ilario Rossi. Nel 1947, passò lunghi periodi di tempo a Parigi, orientandosi verso il neocubismo. Nel 1948 dipinse, nel Salone della Camera del Lavoro di Medicina, l'affresco Storie del lavoro e della guerra, mentre a Bologna coordinò la Mostra dell'Alleanza della Cultura. Qui incontrò Renato Guttuso, che lo invitò a dipingere nel suo studio romano di Villa Massimo.

### Gli anni cinquanta
Nel 1949, durante il suo soggiorno a Roma, diresse a Piazza di Spagna la galleria d'arte "Bernini", frequentata fra gli altri da Giorgio De Chirico, Leoncillo Leonardi, Marino Mazzacurati ed Emilio Greco. Nello stesso periodo, dipinse una serie di sassi astratto-espressionisti elogiati dalla stampa e ammirati, come ricorda in una lettera, anche da Mimmo Rotella. Sempre nel 1949, vinse il primo premio della Rassegna di Suzzara, ideata da Cesare Zavattini, con l'opera Le Mondine.
Nel 1950, tornò a Bologna e volse la pittura ancor più all'impegno sociale, dipingendo, tra l'altro, un affresco di 100 metri quadri nella Casa del Popolo "Antonio Gramsci" di Vignola, opera successivamente andata distrutta. Dalla metà degli anni cinquanta in poi i media, secondo il critico d'arte Quintavalle, dedicarono poche e distratte recensioni all'artista. Nel 1957, Borgonzoni torna a Parigi, dove strinse amicizia con i pittori Édouard Pignon e Paul Rebeyrolle. Nello stesso anno, venne invitato in Unione Sovietica, dove incontrò i maestri Dejneka e Favorskij.
Nel 1958, conobbe il grande collezionista e mecenate Mario Rimoldi, che lo introdusse in un ambiente nel quale ebbero il privilegio di dipingere solo Massimo Campigli, Filippo de Pisis, Zoran Mušič, Mario Sironi e Borgonzoni stesso. L'artista in particolare preparò in questo contesto la successiva mostra londinese.

### Gli anni sessanta e settanta
Nel 1961, la "Grabowski Gallery" di Londra organizzò una sua mostra, che ottenne la copertina della rivista Apollo. Nello stesso anno, iniziò il ciclo pittorico ispirato al Concilio Vaticano II. Nel 1967, è invitato in Vaticano, dove incontrò papa Paolo VI e ampliò i rapporti con il mondo cattolico sensibile verso le tematiche sociali.
Nel 1968, realizzò mostre antologiche alle "Galerie hlavního města" di Praga e al Museo di Bratislava e partecipò a dibattiti sull'arte, tenutisi nel clima della "Primavera di Praga", interrotti dalla invasione sovietica (evento a seguito del quale ospita in Italia alcuni artisti esuli). Nello stesso anno, il Cardinale Giacomo Lercaro visitò ad Imola una mostra dell'artista sul Concilio: iniziò così un'amicizia fra i due che portò, in virtù dell'impegno propulsivo di Borgonzoni, alla costituzione della Galleria d'Arte Moderna a Villa San Giacomo di San Lazzaro di Savena.
Nel 1976, incontrò nuovamente Paolo VI portando in dono la sua scultura di San Morone. Frattanto, accentuò nel suo stile pittorico spunti di matrice espressionistica, con paesaggi segnati da immagini fossili, esposti in una mostra antologica alla Starci Gradksa di Zagabria e già apprezzati, qualche anno prima, dal critico Arcangeli.

### Gli anni ottanta e novanta
Nel 1981, in occasione del bimillenario della nascita di Virgilio, fu invitato alla rassegna "Otto Maestri per Virgilio", tenutasi al Palazzo Ducale di Mantova, assieme a Giuseppe Giorgi, Renato Guttuso, Giacomo Manzù, Augusto Murer, Henry Moore, Ernesto Treccani e Antonio Zancanaro. Nello stesso periodo, l'Istituto Cervi gli commissionò un ciclo di 35 opere sul centenario delle rivolte contadine "La Boje", raccolte poi nel 1984 al Museo Civico Polironiano di San Benedetto Po.
Nel 1984, donò al Museo d'arte moderna, dell'informazione e della fotografia di Senigallia 60 disegni e tecniche miste, rappresentative dell'intera precedente produzione artistica. Nel 1986, donò alla Comunità di Medicina 60 opere pittoriche e 100 disegni che formano il nucleo dell'attuale Pinacoteca "Aldo Borgonzoni". Nel 1989, a Mantova venne allestita alla Casa del Mantegna una mostra antologica dell'artista e pubblicata una monografia a cura dal Prof. Baccilieri.
Nel 1991 espone al Circolo Artistico di Bologna, con una monografia del Prof. Di Genova, il ciclo "L'informazione: le maschere del potere" proponendo, oltre ai "sassi romani" del 1949, diverse porte dipinte nel segno di un'iconografia astratta. Nel 1994 l'Università di Bologna e la Fondazione Cardinale Lercaro promuovono, nell'Aula Magna dell'Università la rassegna il "Concilio Vaticano II", ottenendo le recensioni dei più importanti "media" italiani; nello stesso anno è invitato negli Stati Uniti alla mostra "Bologna New York sessanta artisti".
Nel 1995 l'Istituto dei Beni Culturali, diretto dal prof. Raimondi, promuove il restauro degli affreschi eseguiti nel 1948 dall'artista nella Camera del Lavoro di Medicina e contemporaneamente, con una monografia del critico Spadoni, si apre l'antologica "Il naturalismo espressionista di Aldo Borgonzoni" al Palazzo del Podestà di Faenza. Alla Triennale di Milano nello stesso anno, partecipa alla mostra curata dal critico De Micheli sui rapporti Arte e Resistenza, "Le ragioni della libertà" incontrando gli amici Mucchi, Treccani e Cavaliere. Nel 1996 (20 gennaio-22 febbraio) la galleria d'arte Bononia di Bologna gli organizza la mostra personale intitolata "Aldo Borgonzoni - opere su carta": una rassegna di disegni, acquerelli e tecniche miste realizzati dall'artista tra gli anni Cinquanta e Novanta. Il catalogo, curato da Anna Rita Delucca, edito da Tempi Stretti, Bologna, riproduce le foto delle opere in b/n e riporta un frammento di una lettera di otto facciate, autografa e inedita di Francesco Arcangeli al pittore Aldo Borgonzoni. Nel 1997 partecipa con più opere dagli anni '60 agli anni '90, alla Galleria d'Arte Moderna di Bologna alla rassegna "Arte Iconica" ideata dal critico Prof. Eccher. 

### Gli ultimi anni
Nel 2001 dona all'Università di Parma 300 opere tra quadri e disegni, più i carteggi con i maggiori protagonisti della cultura italiana del '900 come Renato Guttuso, Leoncillo Leonardi, Giorgio Morandi, Mimmo Rotella, Ottone Rosai e Toti Scialoja. I critici Bianchino e Quintavalle dell'Università di Parma scrivono un saggio sull'artista, nell'occasione di una sua mostra antologica alle Scuderie della Pilotta. Nel 2003 dona al Museo D'Arte delle Generazioni Italiane del '900 "G. Bargellini" di Pieve di Cento 76 opere dagli anni '40 alle soglie del nuovo millennio. Contestualmente il critico Baccilieri pubblica il catalogo sui disegni e le tecniche miste del Maestro.
Borgonzoni muore nel 2004, ma la sua fama non termina con la sua morte. Nel 2005 alcune delle sue opere sono scelte per la rassegna del Prof. Ginesi "100 pittori figurativi italiani della seconda metà del XX secolo" al Lazzaretto di Ancona, mentre il Museo del Premio Suzzara inserisce opere dell'artista nella rassegna sul mondo del lavoro, svolta alle Scuderie Medicee di Poggio a Caiano. Nel 2013, una mostra celebrerà l'artista nei luoghi che più gli furono cari, rendendo conto di due tra i principali cicli pittorici del maestro: quello dedicato al mondo rurale e quello ispirato al Concilio Vaticano II.

## Aldo Borgonzoni nei musei
- MAMbo di Bologna
- Museo civico e della mail art di Montecarotto (AN)
- Pinacoteca Aldo Borgonzoni di Medicina[9]
- MAGI '900 di Pieve di Cento (BO)